# Compagnie du chemin de fer de Charleroi à la frontière de France
La Compagnie du chemin de fer de Charleroi à la frontière de France était une société anonyme belge concessionnaire de la ligne du même nom en 1845. Elle construit la ligne et l'ouvre à l'exploitation en 1852, avant de la remettre pour un bail de la durée de la concession à la Compagnie du Nord-Belge en 1854.

## Histoire
La société anonyme dénommée « Société du chemin de fer de Charleroi à la frontière de France » est autorisée par l'arrêté royal du 10 août 1845. Elle reprend la concession du chemin de fer de Charleroi à la frontière de France, autorisée le 21 mars 1845.
Le 17 juin 1853, la société signe un traité provisoire avec la Compagnie des chemins de fer du Nord, elle lui cède à bail sa ligne de Charleroi à Erquelinnes pendant la totalité du temps de la concession, moins un jour. Le terme du bail est prévu le 10 octobre 1942. L'accord prévoit notamment le payement d'un loyer annuel de 293 928 francs et des sommes nécessaires à l'amortissement des actions et obligations émises.
Elle met en service la ligne de Charleroi à Erquelinnes le 6 novembre 1852.
Le 3 novembre 1854 est signé le traité définitif avec le Nord-Belge, une filiale belge des Chemins de fer du Nord, qui exploite la ligne à partir du 1er janvier 1854. 